# 爱德华·拉索塔
爱德华·拉索塔（捷克語：Edvard Lasota，1971年3月7日—），捷克前男子足球运动员，场上位置是中场。他曾代表捷克国家队参加1997年国际足联联合会杯，结果队伍获得季军。